# Cirkus Fjollinski
Cirkus Fjollinski är en svensk animerad komedifilm från 1916 i regi av Victor Bergdahl. Filmen premiärvisades den 7 februari 1916 på biograf Kronan i Göteborg. Den finns bevarad i Sveriges Televisions arkiv.